# Абаш Олександр Петрович
Олександр Петрович Абаш (Буніс/Бунюс) (1893, місто Рига, тепер Латвія — 25 серпня 1937) — радянський діяч органів державної безпеки, 1-й секретар Новоград-Волинського окружного комітету КП(б)У.

## Життєпис
Народився в родині робітника. У 1907—1915 роках працював модельником по дереву на заводах Риги, Одеси та Миколаєва.
Член РСДРП(б) з 1913 (фактично з 1918) року.
З 1915 по 1917 рік служив у російській армії, учасник Першої світової війни.
У 1917—1918 роках — модельник Одеських головних залізничних майстерень.
У 1918 році очолював загін Червоної гвардії Одеської залізниці, відступав від німецьких військ до Севастополя. Потім працював у підпіллі в Новоросійську.
З 1918 року — уповноважений по Темрюцькому та Слов'янському відділенням Кубано-Чорноморської надзвичайної комісії (ЧК); начальник військово-пропускного пункту Зерново та Унеча Брянської губернії.
У 1918—1919 роках — заступник голови Стародубської надзвичайної комісії (ЧК).
У 1919 році — інструктор-організатор Всеукраїнської ЧК; голова Миколаївської залізничної ЧК; керівник оперативної частини Одеської губернської ЧК; командир полку та командир резерву 1-го зведеного Червоного полку 45-ї дивізії РСЧА.
У 1919—1920 роках — заступник голови Уфимської губернської надзвичайної комісії (ЧК).
У 1920 році — заступник голови і начальник секретно-оперативної частини Азербайджанської надзвичайної комісії (ЧК).
У 1920—1921 роках — завідувач політичного бюро Гянджинського повіту Азербайджанської СРР.
У 1921 році — заступник голови і начальник секретно-оперативної частини Харківської губернської надзвичайної комісії (ЧК).
У 1922 році — начальник Особливого відділу охорони кордону в місті Житомирі.
У 1922—1923 роках — уповноважений Одеського губернського відділу ДПУ по Єлизаветградському повіту.
У 1923—1924 роках — помічник (заступник) начальника Донецького губернського відділу ДПУ.
У 1924—1925 роках — помічник (заступник) начальника Чернігівського губернського (у 1925 році — окружного) відділу ДПУ.
У 1925—1927 роках — начальник Ізюмського окружного відділу ДПУ.
У 1927—1928 роках — начальник Уманського окружного відділу ДПУ. У червні 1928 року за неаргументовані масові арешти та створення фальсифікованих справ відсторонений від роботи в органах ДПУ.
У 1928—1933 роках — студент Харківського машинобудівного інституту, закінчив три курси.
У 1933—1934 роках — відповідальний секретар Драбівського районного комітету КП(б) України.
У 1934—1935 роках — відповідальний секретар Новоград-Волинського районного комітету КП(б) України.
У 1935—1937 роках — 1-й секретар Новоград-Волинського окружного комітету КП(б) України.
У березні 1937 року знятий з посади за додання собі партійного стажу та виключений із партії. Заарештований органами НКВС.
Посмертно реабілітований.